# Malanów (Walichnowy)
Malanów – część wsi Walichnowy w Polsce, położona w województwie łódzkim, w powiecie wieruszowskim, w gminie Sokolniki.
W latach 1975–1998 Malanów należał administracyjnie do województwa kaliskiego.